# Jessica Walter (sciatrice)
Jessica Walter (Vaduz, 14 ottobre 1984) è un'ex sciatrice alpina liechtensteinese, portabandiera del Liechtenstein durante la cerimonia di apertura dei XX Giochi olimpici invernali di Torino 2006.

## Biografia
Jessica Walter proviene da una famiglia di grandi tradizioni nello sci alpino: è figlia di Petra Wenzel, nipote di Andreas e Hanni Wenzel e cugina di Tina Weirather, tutti a loro volta atleti di alto livello. Residente a Planken, era una specialista delle prove tecniche e ottenne i migliori risultati nello slalom speciale.
Attiva in gare FIS dal gennaio del 2000, esordì in Coppa Europa il 16 gennaio 2001 a Davos (45ª in slalom gigante). Nella stessa stagione prese parte alla sua prima edizione dei Mondiali juniores, mentre in quella seguente esordì in Coppa del Mondo (il 22 dicembre 2002 a Lenzerheide, senza qualificarsi per la seconda manche dello slalom speciale in programma) e partecipò alla sua unica rassegna iridata, Sankt Moritz 2003, classificandosi 36ª nello slalom gigante e 34ª nello slalom speciale.
La stagione 2003-2004 fu la migliore della Walter, in particolare durante il mese di febbraio: il 6 a Lenggries vinse la sua unica gara di Coppa Europa, uno slalom speciale (fu anche il suo primo podio nel circuito continentale); l'8 ottenne il suo miglior piazzamento in Coppa del Mondo (17ª nello slalom speciale di Zwiesel); il 14 vinse la medaglia d'argento nello slalom gigante ai Mondiali juniores di Maribor, preceduta solo dalla tedesca Maria Riesch; il 21 colse il suo ultimo podio in Coppa Europa (2ª nello slalom gigante di Krompachy). Ai XX Giochi olimpici invernali di Torino 2006, dopo essere stata portabandiera del Liechtenstein durante la cerimonia di apertura, si classificò 32ª nello slalom speciale. Si ritirò all'inizio della stagione 2006-2007 e la sua ultima gara in carriera fu lo slalom speciale di Coppa del Mondo disputato a Semmering il 29 dicembre, nel quale non si qualificò per la seconda manche.

## Palmarès

### Mondiali juniores
- 1 medaglia:
  - 1 argento (slalom gigante a Maribor 2004)

### Coppa del Mondo
- Miglior piazzamento in classifica generale: 98ª nel 2004

### Coppa Europa
- Miglior piazzamento in classifica generale: 3ª nel 2004
- 3 podi:
  - 1 vittoria
  - 1 secondo posto
  - 1 terzo posto

#### Coppa Europa - vittorie
| Data            | Località  | Paese    | Specialità |
| --------------- | --------- | -------- | ---------- |
| 6 febbraio 2004 | Lenggries | Germania | SL         |

Legenda:

SL = slalom speciale

### Campionati liechtensteinesi
- 1 medaglia[2]:
  - 1 oro (slalom speciale nel 2006)

### Campionati svizzeri
- 1 medaglia[2][3]:
  - 1 argento (slalom speciale nel 2006)